# Periga squamosa
Periga squamosa är en fjärilsart som beskrevs av Lemaire 1971. Periga squamosa ingår i släktet Periga och familjen påfågelsspinnare. Inga underarter finns listade i Catalogue of Life.